# 10月3日祭
10月3日祭（オランダ語: 3 Oktober Feest あるいは単に 3 Oktober）またはライデン解放記念日（ライデンかいほうきねんび、蘭: Leids Ontzet あるいは Leidens Ontzet）は、オランダのライデンで開かれる祭りで、1886年以来、毎年その日（日曜日の場合は10月4日）に開催されている。

## 背景
この祭りは、八十年戦争中、1573年から74年にかけて、スペイン軍がライデンを陥落させようと包囲したものを記念している。最初の包囲は1573年8月から1574年3月にかけて行われ、1574年5月にはスペイン軍が再度包囲した。ライデンは、警告のなか、暫定的にスペイン軍の武装を解除し、食料を備蓄することを抛棄した。市民が絶望にとらわれるなか、市長はみずからの体を食料として与え、士気を高めようとした。備蓄は2か月で尽き、スペイン軍は1574年10月2日から3日にかけての夜まで排除されなかったが、それまでに数千の市民が餓死した。オラニエ公ウィレム1世に指揮された「海の乞食団」は、翌朝入市し、ひとびとに白パンとハーリング、そしてフッツポットをふるまった。
この祭りは、同時に、オラニエ公によって翌年認められたライデン大学の設置も記念している。

## 内容

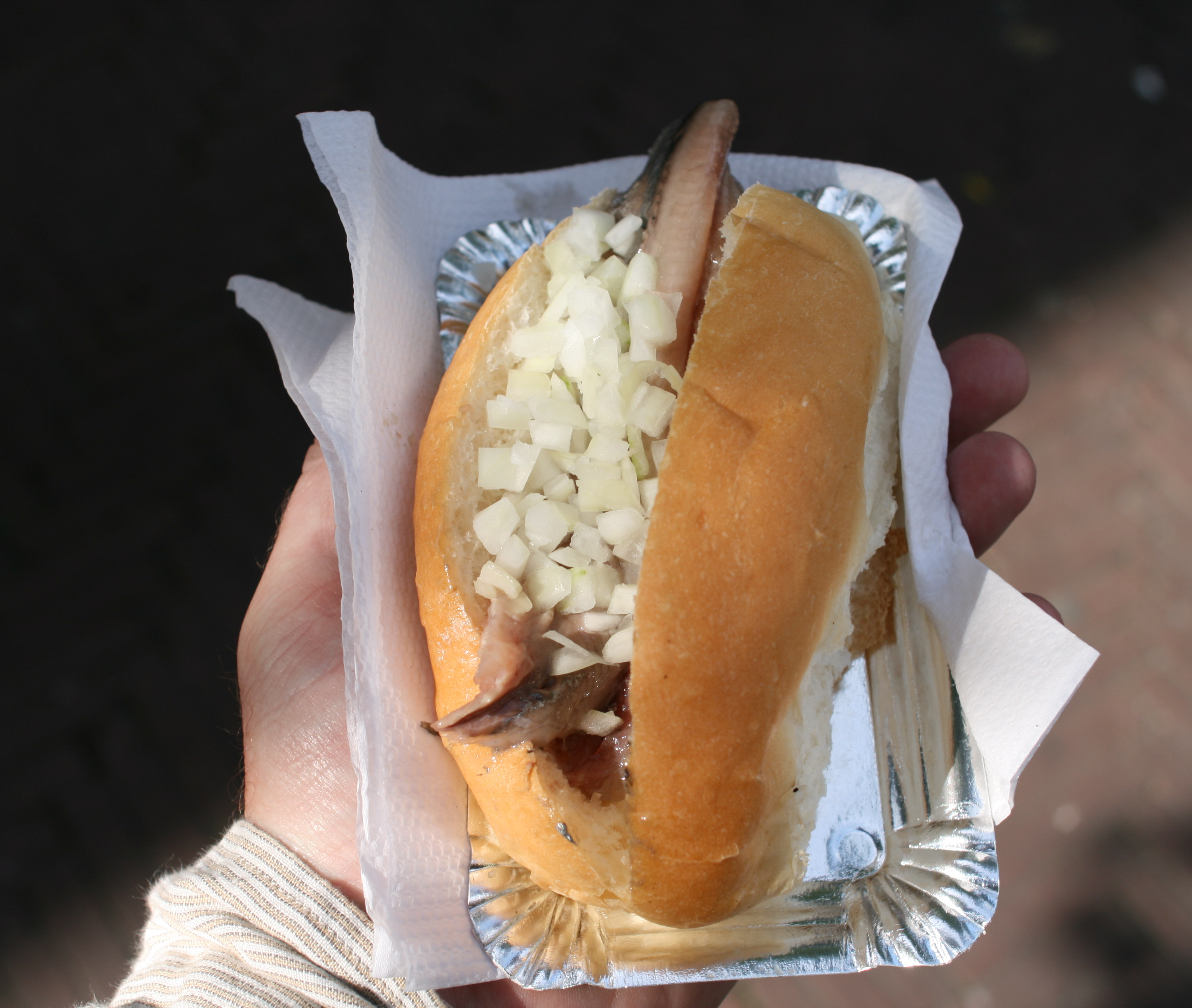
「白パンとハーリング (haring en wittebrood)」が祭りでふるまわれる

この祭りは市の祝日であり、さまざまな催しを伴う。
この日は、ほとんどの市民がしごとを休み、祭りに参加する。祭りは前の晩からはじまり、ライデンに関係のある団体がパレードをなし、翌朝の聖ペトロ教会(オランダ語: Pieterskerk)で行われる包囲記念式典まで続けられる。昼にはまたパレードがはじまり、夜に花火が打ち上げられて終りになる。
この祭りには「白パンとハーリング」が伝統的に縁の深い料理とされてきた。このパンは計量所(オランダ語: De Waag)で祭りの参加者に無料で振る舞われる。おおくの祭礼は市中にはりめぐらされた水路からすぐのところで行われ、市役所ではそのあいだをめぐるボートやカヌーを提供している。祭りの日には、関係するもうひとつの伝統料理であるフッツポット（マッシュポテト・人参・玉葱を混ぜたもの）も供されている。